# Digan lo que digan (canción de Amango)
«Digan lo que digan» es el primer sencillo del segundo álbum titulado Amango: Esto no es un juego del grupo juvenil Amango.

## Video musical
El video musical consta de grabaciones realizadas en la ciudad de Antofagasta, con una coreografía de todos los integrantes de la banda juvenil, con escenas del concierto realizado en Mall Plaza Antofagasta y con la sombra de los personajes habiendo detrás una puesta de sol.
El video musical se estrenó el día domingo 30 de marzo, en el documental de "Amango la gira".